# 堀越節子
堀越 節子（ほりこし せつこ、1915年〈大正4年〉7月16日 - 没年不明）は、日本の女優。東京府荏原郡大崎町出身。

## 略歴
青山女学院卒業。1932年、劇団築地座に入座し、『セントヘレナへ行ったポニー』が初舞台。1933年、森岩雄の紹介でピー・シー・エル映画製作所入社。1937年、文学座の設立に参加。1939年5月に森雅之と結婚。1940年、結婚生活との両立が困難として文学座を退座。1941年には子供が生まれるが、1946年に離婚。文学座に再入座し、1948年の新春公演、『あさくさばなし』が復帰作となる。その後、新東宝を経て、劇団女優座の創立に参加。劇団現代座を経て、1962年に現代座が解散した後は劇団芸協の創立に参加。みたけプロ、エヌ・エー・シーにも所属ていた。

## 出演作品

### 映画
- 音楽喜劇 ほろよひ人生（1933年）
- 妻よ薔薇のやうに（1935年）
- 兄いもうと（1936年）
- 禍福 前篇（1937年）
- 禍福 後篇（1937年）
- 花ちりぬ（1938年）
- 人生選手（1949年）
- 女の四季（1950年）
- 宗方姉妹（1950年）
- もぐら横丁（1953年）
- 彼女と彼（1963年）

### テレビドラマ
- 花のない庭（1953年、NHK） - 心の声
- むらさき鯉（1953年、NHK） - お徳
- 母の上京（1953年、NHK） - 園子
- 小川よ何処へ行く（1954年、NHK） - 川村とし
- 事件記者（NHK）
  - 「赤い雪 後編」（1958年） - 村長の妻
  - 「黒い顔」（1964年）
  - 「極秘捜査」（1964年）
  - 「死因」（1965年）
- 武田ロマン劇場 新雪（1962年、NTV）
- 風雪（1964年、NHK） - 老母
- 人形佐七捕物帳（1965年、NHK） - おかね
- 特別機動捜査隊（NET）
  - 第173回「若い炎」（1965年）
  - 第198回「戦争の傷あと」（1965年）
  - 第611回「奪われた関係」（1973年）
- 妻よ語れというか（1966年、NHK） - 母
- 木下恵介アワー 記念樹（1966年 - 1967年、TBS）
- 女だけの海（1967年、NHK） - 山辺
- 鬼平犯科帳 第１シリーズ 第54話「色と欲」（1970年、NET / 東宝） - 日野屋の内儀・お冴
- 人形佐七捕物帳 第6話「雷の宿」（1971年、NET / 東宝） - お仙
- 帰ってきたウルトラマン 第11話「毒ガス怪獣出現」（1971年） - 岸田清子
- タイム・トラベラー（1972年、NHK） - 深町夫人
- 鬼平犯科帳 第2シリーズ 第25話「礼金二百両」（1972年、NET / 東宝） - 芳乃
- 金色夜叉（1974年、NHK）
- 大河ドラマ（NHK）
  - 国盗り物語（1973年） - 於芳
  - 勝海舟（1974年） - 久の母
- 土曜ドラマ（NHK）
  - 松本清張シリーズ 遠い接近（1975年） - 山尾の母
  - 松本清張シリーズ 天城越え（1978年） - 土産物屋の老婆
- 銭形平次 第495話「身代り鴉」（1975年、CX） - おせき
- 裁きの夏（1976年、NTV）
- ながらえば（1982年11月3日、NHK） - 岡崎もと

### テレビ番組
- 今晩わメイコです（NHK）
- 私だけが知っている（1961年、NHK）

### アニメ
- シンデレラ（フェアリー・ゴッドマザー）※1961年公開版
- 眠れる森の美女（メリーウェザー）※1960年公開版
- ルパン三世 (TV第2シリーズ)（1980年、ミセス・ドコンジョ[要出典]）

### 吹き替え
- 偉大なるアンバーソン家の人々（ドロレス・コステロ）
- おんぼろ車のドナおばさん（ウェンディ・ヒラー）
- ガラスの靴（エセル・ウィンウッド）
- 刑事コロンボ 黄金のバックル（セレステ・ホルム）
- ダーティファイター（ルース・ゴードン）
- 打撃王（エルザ・ジャンセン）
- 遠すぎた橋（マリー・スミザイセン）※日本テレビ版
- ナイスガイ・ニューヨーク
- マニトウ
- ミス・マープル/カリブ海の秘密（ヘレン・ヘイズ）
- ミセス・コロンボ 殺しの日は雨（エリザベス・コール）
- 名犬ラッシー ロッキーを越えて（ジャネット・ノーラン）
- わが家は11人（エレン・コービー）